# Chris Lowe

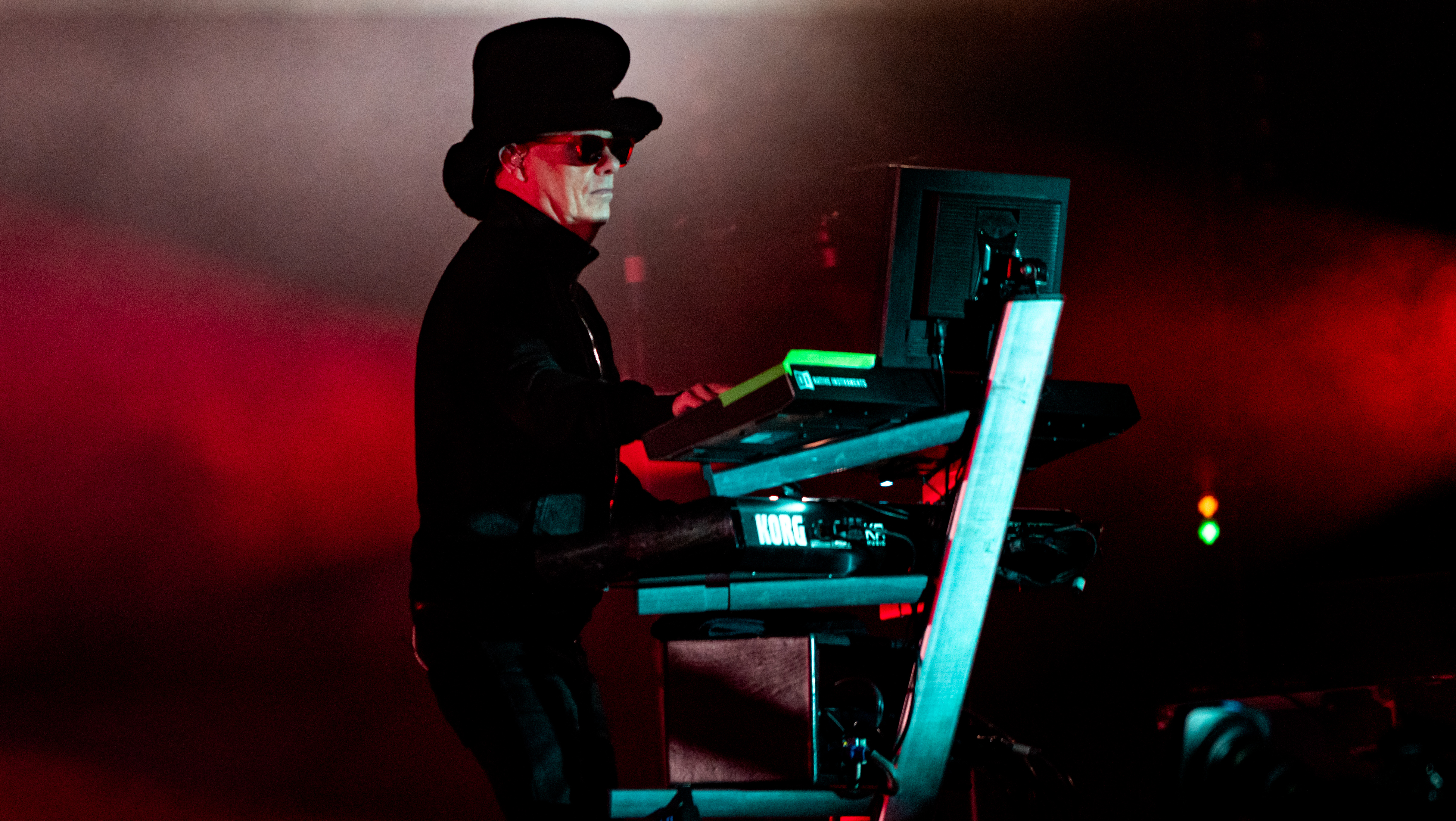
Chris Lowe (2019)

Christopher „Chris“ Sean Lowe (* 4. Oktober 1959 in Blackpool, Lancashire) ist ein britischer Musiker und Musikproduzent. Er bildet zusammen mit Neil Tennant die Pet Shop Boys.

## Leben und Karriere
Chris Lowe wuchs in Blackpool auf und besuchte dort die Arnold School. Von 1976 bis 1978 spielte Lowe, der aus einer Familie von Musikern stammt, die Posaune in der siebenköpfigen Band „One Under the Eight“, die nostalgische Unterhaltungslieder darbot. Ab 1978 nahm er ein Architekturstudium an der Liverpool University auf. 1981 bis 1982 verbrachte er ein architekturpraktisches Jahr in London, wo er zum Beispiel ein Treppenhaus für ein Industriegebäude in Milton Keynes entwarf. „Keine bemerkenswerte, aber eine funktionale Treppe“, wie er bei einem Besuch 1988 ausführte.

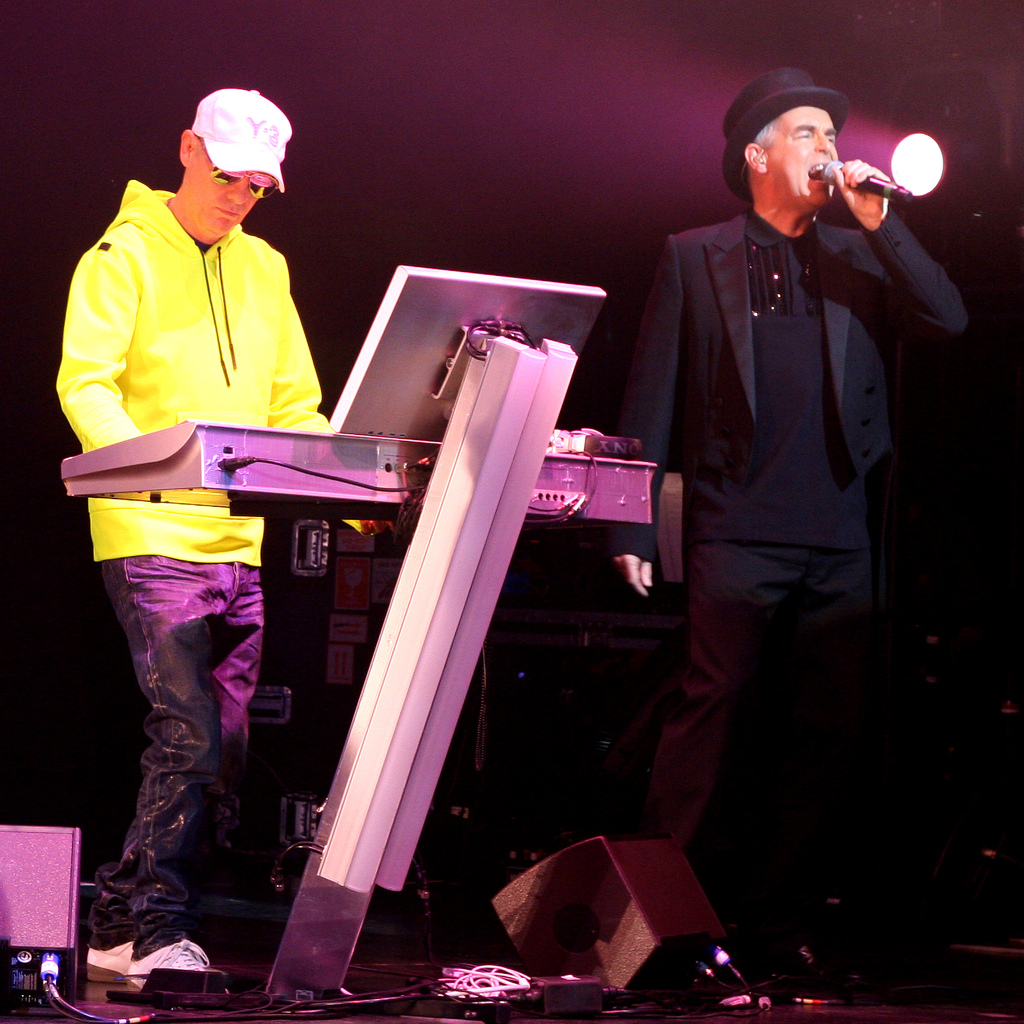
Chris Lowe (links) mit Neil Tennant bei einem Auftritt der Pet Shop Boys

Am 19. August 1981 traf er Neil Tennant in einem Elektrogeschäft in der Londoner King’s Road. Das gemeinsame Interesse an Tanzmusik führte zur Gründung einer Band namens West End, die später in Pet Shop Boys umbenannt wurde. Bei Konzerten steht er meist am Keyboard und hält sich im Hintergrund, er war aber in einigen Liedern der Gruppe wie Paninaro auch als Sänger zu hören. Gelegentlich arbeitete Lowe auch abseits der Pet Shop Boys an Musikprojekten. So schrieb und produzierte er als begeisterter Fan des FC Arsenal 1993 das Lied Do the Right Thing, das der damalige Arsenal-Star Ian Wright einsang.
Zu seinen Markenzeichen zählt ein meist unaufdringliches, minimalistisches Interagieren bei öffentlichen Auftritten und Konzerten, auch unterstützt durch Sonnenbrillen und Kopfbedeckungen. Mit seinem Auftreten wollte sich Lowe bewusst von der übertriebenen Jovialität anderer Popmusiker in den 1980er Jahren abgrenzen. Lowe lebt in London sowie seit einigen Jahren auch in Berlin.